# Daniele Del Ben
Daniele Del Ben né le 14 juillet 1962 à Sacile (Frioul-Vénétie Julienne) et mort le 2 juin 1995 Sergipe (Brésil), est un coureur cycliste italien, professionnel de 1985 à 1989.

## Palmarès

### Par année
- 1982
  -  Champion d'Italie sur route amateurs
  - 3e du Trofeo Zsšdi
- 1984
  - Trophée Mauro Pizzoli
  - 3e du Mémorial Costante Girardengo

### Résultats sur les grands tours

#### Tour d'Italie
4 participations
- 1985 : 99e
- 1986 : 83e
- 1988 : 113e
- 1989 : 120e